# 七号通り
七号通り（ななごうどおり）は、東京都渋谷区幡ヶ谷にある道路。
東側にある六号通りと並行するように、京王電鉄幡ヶ谷駅付近から北側に伸びる。おおむね甲州街道との交差点(ライフ幡ヶ谷店脇）から始まり、幡ヶ谷三丁目交差点を経由して、渋谷区立中幡小学校付近に至る道をいう。

## 概要

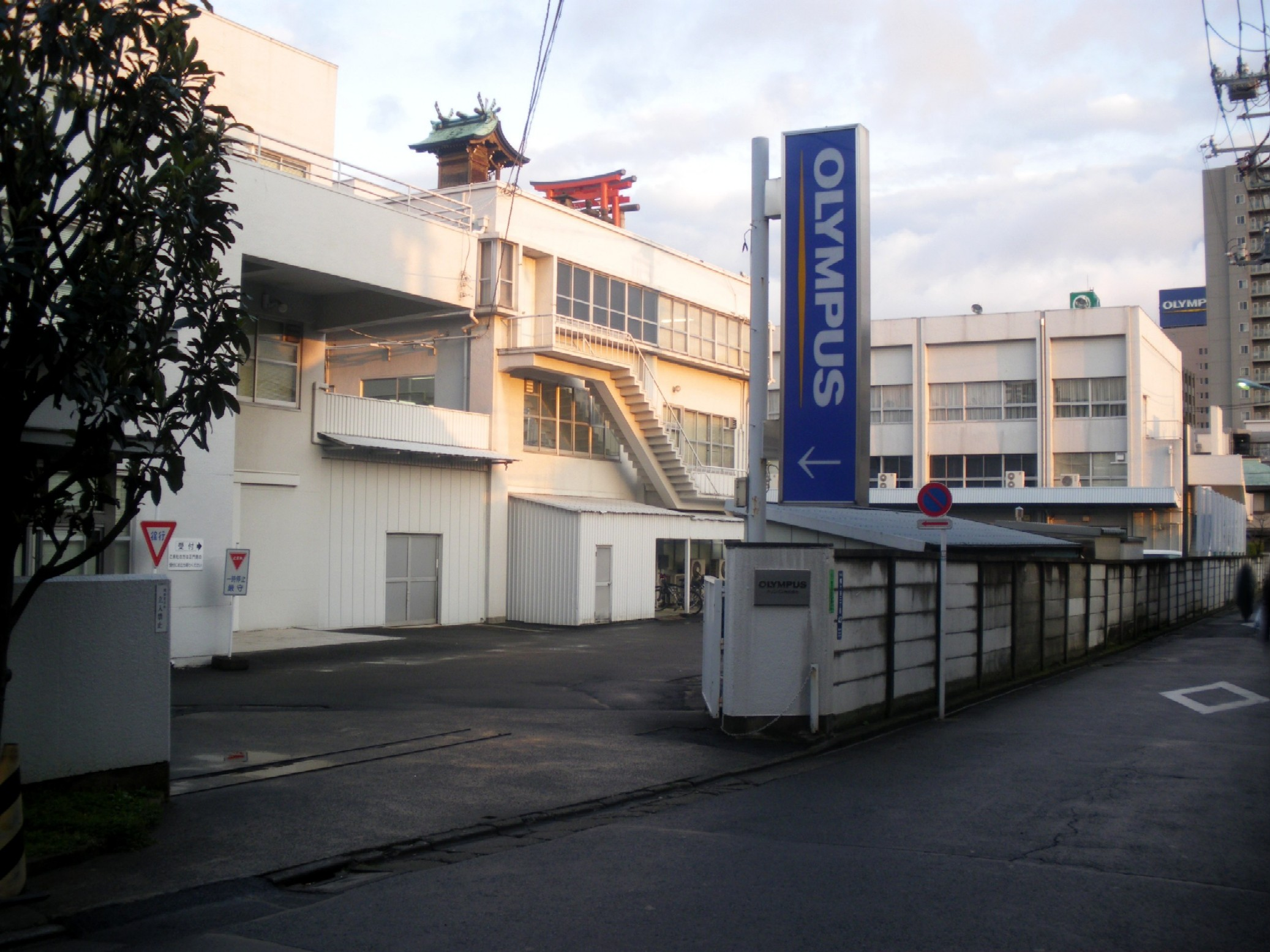
かつて七号通りにあったオリンパス・幡ヶ谷事業所

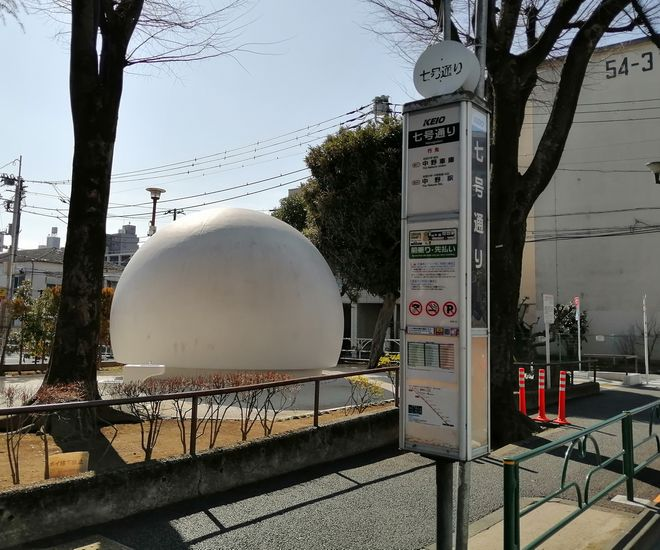
七号通り停留所と七号通り公園

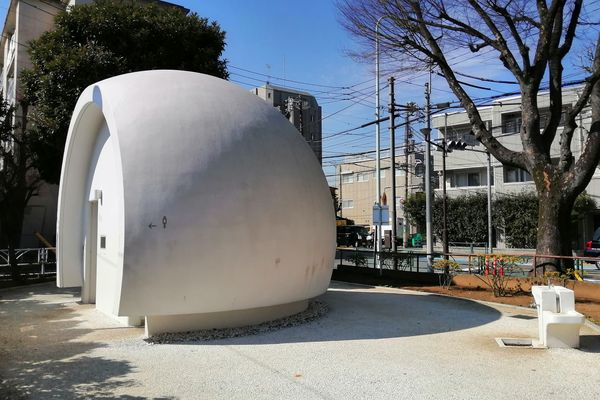
白い建物は公衆トイレ（2021年8月から利用開始）

幡ヶ谷駅から西に100メートルほどの場所にあるライフ幡ヶ谷店脇から北側に伸びる道である。幡ヶ谷駅の駅前商店街として賑わっている六号通りと比較して、七号通りは商店の集積は少なく、飲食店、喫茶店、米屋、医院が何軒かある程度である。
商店街が形成されていないことから、同じ幡ヶ谷にある六号通り及び笹塚にある十号通りと比べると知名度は低く、地元でも「七号通り」の呼称は一般的ではなくなりつつある。現在、「七号通り」はバス停（七号通り停留所）や公園（七号通り公園）の名前としても使われている。
この道は幡ヶ谷三丁目から幡ヶ谷駅方面に抜ける道となっており、朝は通勤・通学の者で混雑する。

### 幡ヶ谷工業地帯
七号通り周辺はかつて工場が集積し、「幡ヶ谷工業地帯」とも称されていた。かつてはオリンパス・テルモの本社社屋及び工場が存在していたほか、ガラス工場も立地していた。現在では工場はなくなり、駐車場や公園として使われている。

## 名前の由来
七号通りの中腹あたりで交差する水道道路はかつて玉川上水新水路と呼ばれる水路であり、この地には橋が架かっていた。この水路にはこの橋を含め16の橋が架けられており、この橋が新宿方面から数えて7番目の橋であったことから「七号橋」と命名され、七号橋がある道路を「七号橋通り」と呼ぶようになった。その後、玉川上水新水路が廃止され現在のような水道道路になった際に橋も廃止されたが、その時に通りの名称からも橋がなくなり「七号通り」になったとされる。

## 交通

### 鉄道
- 京王電鉄
  - 京王新線：幡ヶ谷駅

### バス
「七号通り」バス停が幡ヶ谷三丁目交差点付近に設置されている。
一般路線バス
- 都営バス
- 京王バス
- 小田急バス

コミュニティバス
- 京王バス（ハチ公バス）